# Dietrich Volz
Dietrich Volz (* 2. November 1909 in Breslau; † 15. Oktober 1996 in Wiesbaden) war ein deutscher Jurist und Präsident des Landgerichts Wiesbaden.

## Leben
Dietrich Volz wurde als Sohn des Professors Wilhelm Volz (1870–1958) und dessen Ehefrau Anna Kauffmann (1882–1947) geboren.
Nach dem Abitur absolvierte er ein Studium der Rechtswissenschaften an der Universität Leipzig und bestand im Dezember 1932 die erste juristische Staatsprüfung. Vom 16. April bis 30. Juni 1933 wurde er nach den Bestimmungen des Gesetzes  zur Wiederherstellung des Berufsbeamtentums aus dem Referendariat entlassen. Mit diesem Gesetz konnten die NS-Machthaber unliebsame Personen aus dem Dienst entfernen. Vom 1. Februar 1934 bis Ende Dezember 1945 – unterbrochen durch einen Aufenthalt im Zwangsarbeitslager Osterrode – verdiente er seinen Lebensunterhalt als kaufmännischer Angestellter (Prokurist) bei einer Leipziger Firma. Während dieser Zeit promovierte er am 17. Mai 1934 mit der Dissertation „Der Begriff der Absicht nach dem Strafgesetzbuch von 1927“ zum Dr. jur.
Nach dem Krieg setzte er das abgebrochene Referendariat in Leipzig und Dresden fort und machte am 30. Juli 1947 in Berlin das Zweite juristische Staatsexamen. Bevor er am 15. Mai 1949 zum Richter am Amtsgericht Leipzig ernannt wurde, war er von Mitte August 1947 bis April 1949 als Syndikus in einem Leipziger Unternehmen tätig. Am Leipziger Amtsgericht blieb er bis 1954, als er aus politischen Gründen verfolgt und zu einer Zuchthausstrafe von vier Jahren verurteilt wurde. Im Sommer 1956 vorzeitig aus der Haft entlassen, verließ er die Sowjetische Besatzungszone und kam in die Bundesrepublik, wo er zum 1. August 1957 zum Landgerichtsrat in Wiesbaden ernannt wurde. Dort war er in einer erstinstanzlichen Zivilkammer tätig und wurde am 1. Oktober 1964 zum Landgerichtsdirektor befördert und ab dem 1. April 1968 zum ständigen Vertreter des Präsidenten bestellt.
Zum 1. August 1972 wurde er zum Präsidenten des Landgerichts Wiesbaden ernannt und blieb bis zu seiner Pensionierung zum 30. April 1975 in diesem Amt, wo er den Vorsitz der 8. Zivilkammer führte.
Alter von 62 Jahren wurde Dr. Volz mit Wirkung vom 1. August 1972 zum Landgerichtspräsidenten ernannt. Er führte den Vorsitz in der 8. Zivilkammer und war dabei mit Berufungs- und Entschädigungssachen befasst. Zum 30. April 1975 wurde Dr. Volz aus Altersgründen in den Ruhestand versetzt.